# 才谷ヶ池

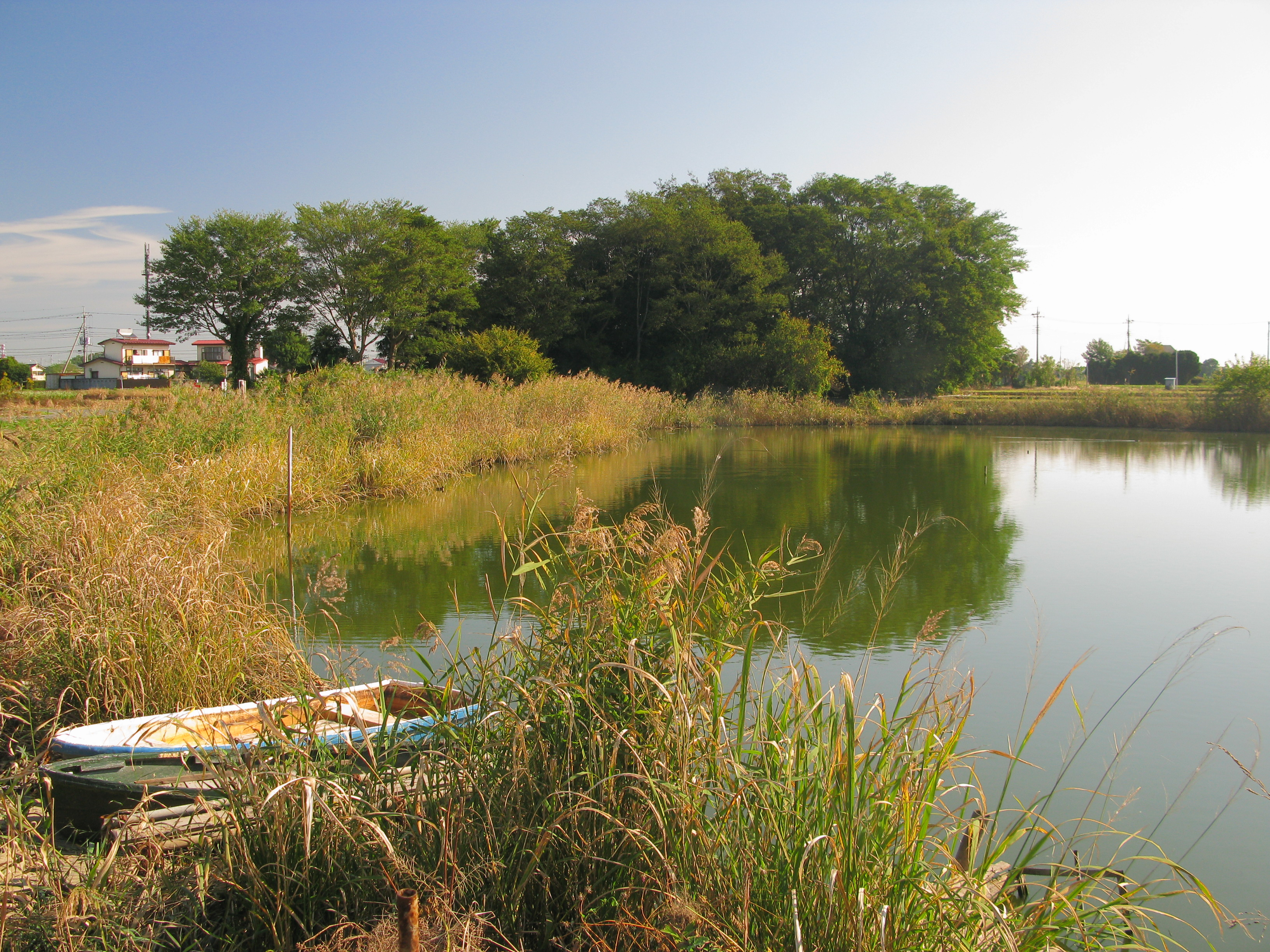
才谷ヶ池（2011年11月）

才谷ヶ池（さいたにがいけ）は、埼玉県加須市北下新井（大利根地域）に所在する池である。

## 概要
ほぼ自然のままの姿が残されている自然池沼である。南方に善定寺池が、北方にオハナ池がそれぞれ所在している。才谷ヶ池は北西方より近くに接近できる。東方を流下している稲荷木落排水路の東側には古堤と呼ばれている旧堤防が残っている。これはかつての利根川旧流路の一つである浅間川の名残である。
才谷ヶ池は1757年（宝暦7年）に浅間川が決壊した際に形成された。所在地はこの浅間川の左岸（西側）寄りの堤防の外側に該当する。浅間川はかつての埼玉郡（後の北埼玉郡）と葛飾郡（後の北葛飾郡）の境界を成していた河川であった。このため浅間川が締め切られた後も流路跡が郡境を成していた。池の水は主に雨水・地下水などにより保水されているが、地下の水脈とは通じていない。また、水深は浅く、水温は高い。このため、レンコンなどが栽培されていた。
浅間川の堤防の外側に形作られたこともあり、外池（そといけ）とも称する。また、お谷が池（おたにがいけ）とも呼ばれている。お谷ヶ池という名称は樋遣川村の白倉より琴寄村の代官所にて女中奉公に従事していた「お谷」という美しい娘の説話に由来する。

## 所在地
- 〒349-1134
- 埼玉県加須市北下新井字下堤外